# Мелькисарово

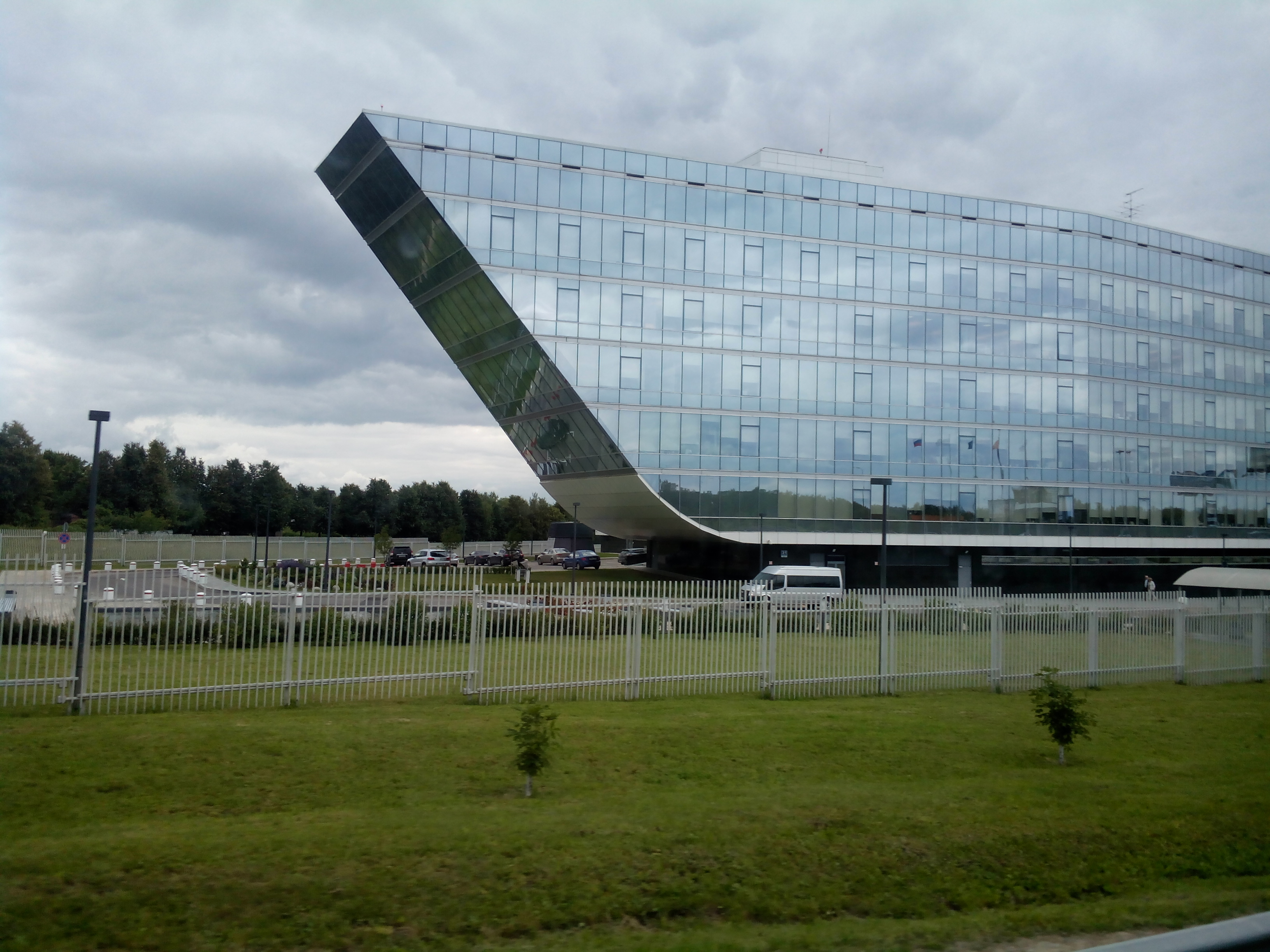
Здание Аэрофлота, на Международном шоссе, дом № 31, строение № 1

Мелькиса́рово — бывшая деревня, сейчас территория (микрорайон) в составе Молжаниновского района Северного административного округа (САО) Москвы.
На Плане Царствующего града Москвы 1766 года название населённого пункта указано как Мелкисарова. Бывшая деревня располагается у Международного шоссе, на берегу реки Клязьмы. Единственная улица — Мелькисаровская (до включения в состав города — проезд без названия); название улице присвоено в 1986 году, в связи с вхождением в Ленинградский район Москвы.

## История
Сельцо Милгисарово или Милгисарево впервые упоминается в документах 1531 года. Происхождение названия обычно связывается с одним из владельцев — боярином Меликом Старым, являясь, таким образом, искажением его имени и прозвища, однако не все исследователи признают эту версию убедительной.
Мильгисарово, в конце XVI века, принадлежало Горицкому монастырю Пресвятой Богородицы (город Переславль-Залесский).
В переписи 1646—1648 годов в сельце Милкисарово указаны три бобыльских двора. В 1678 году было три крестьянских и два бобыльских двора, 22 жителя. В конце XVII века «Милкисарово, Поповка тож» принадлежали дворцовому ведомству Русского государства. В 1709 году население составило 36 человек (14 дворов). В 1812 году сельцо подверглось разграблению солдатами наполеоновской армии. К 1861 году в деревне Мелькисарова Московского уезда проживало 149 человека, в 1900 году — 154, в 1927 году — 171.
На топографической карте Московского уезда 1878 года, недалеко от деревни Мелькисарова (22 двора) указана мельница Мелькисарова, на реке Клязьме, а у моста через реку караульня.
Мелькисарово с селом Чашниково, деревнями Новосёлки, Новой и другими в 1725—1795 годах принадлежали сыновьям А. Л. Нарышкина, а затем его внукам. Во второй четверти XIX века селение перешло к коллежскому асессору А. М. Карелину.
В 1984 году деревня Мелькисарово населением 146 человек была включена в состав Ленинградского района Москвы. В начале XXI века постоянное население деревни сократилось до 76 человек. Из 46 частных домов постоянное население было в 31.

## Перспективы развития
В 2007—2009 годах на границе бывшей деревни выстроен новый офис общества «Аэрофлот». Новый офисный комплекс «Мелькисарово» Публичного акционерного общества (ПАО) «Аэрофлот — Российские авиалинии», рядом с международным аэропортом «Шереметьево», оценивается примерно в $70 000 000, было построены шестиэтажное здание из двух корпусов с подземной парковкой, общей площадью 35 500 квадратных метров. В нём находятся все службы ПАО, за исключением контакт-центра и билетных касс.
Информация о судьбе деревни противоречива. Согласно постановлению правительства Москвы № 150-ПП, от 7 марта 2006 года, бывшая деревня Мелькисарово с населением 110 человек намечена к отселению. Однако в средствах массовой коммуникации (СМК) сообщалось, что деревня будет сохранена и подвергнется реконструкции. В качестве причины сообщалось, что изначально эту территорию планировалось приспособить под поля для гольфа, однако оказалось, что строительство полей не затронет деревню.

## Транспорт
По Международного шоссе проходят маршруты московских автобусов № 817, № 851, № 851Э, Н1. Благодаря близости шоссе Мелькисарово имеет хорошее транспортное сообщение. Московские автобусные маршруты № 817 и № 851 имеют остановку «Мелькисарово»; возле неё под шоссе проходит подземный переход.